# 王用才
王用才（1460年—？年），字經濟，四川眉州彭山縣人，民籍，明朝政治人物。

## 生平
四川鄉試第四名舉人。弘治六年（1493年）中式癸丑科三甲第一百九十一名進士。

## 家族
曾祖王仕通；祖父王子秀；父王輪，母趙氏。